# Régime général de la sécurité sociale
Le régime général de la sécurité sociale est le régime de sécurité sociale qui avait vocation, à sa création en 1945 par Ambroise Croizat, à se généraliser à l'ensemble de la population.
Il couvre toute personne française ou étrangère résidant en France pour sa branche famille ou une majorité pour les autres branches.

## Historique

### Création en 1945
En 1945, Ambroise Croizat met en place un régime général de couverture sociale qui non seulement mutualise une part importante de la valeur produite par le travail, mais qui en confie aussi la gestion aux travailleurs eux-mêmes. Il n’invente pas la sécurité sociale, dont les éléments existent déjà ; il rassemble en une seule caisse toutes les formes antérieures d’assurance sociale et finance l’ensemble par une cotisation interprofessionnelle à taux unique. Ainsi, les allocations familiales, l’assurance-maladie, les retraites et la couverture des accidents du travail ne dépendent ni de l’État ni du patronat, mais d’une caisse gérée par des représentants syndicaux. Selon l’estimation de l’Assemblée consultative provisoire en août 1945, le régime général socialise dès le départ le tiers de la masse totale des salaires. Avec Pierre Laroque, il supervise l’installation du nouveau système unifié en lieu et place du millefeuille préexistant (couvertures par profession, par branche, par catégorie de salariés, par type de risque, auxquelles s’ajoutaient les mutuelles et les caisses syndicales et patronales). L’unification repose sur les seuls militants de la CGT, la Confédération française des travailleurs chrétiens (CFTC) s’étant déclarée hostile à la caisse unique. De plus, les manœuvres déloyales ne manquent pas : quand les militants dénichent un local vide pour héberger une nouvelle caisse, il arrive qu’une administration le préempte.

### Fondement historique de l’assiette contributive
Dès l’ordonnance d’octobre 1945, le régime général de la Sécurité sociale — conçu notamment par Ambroise Croizat et Pierre Laroque — repose sur une cotisation interprofessionnelle à taux unique, assise techniquement sur la masse salariale. Cette solution, liée à la structure économique de l’époque, permettait une collecte simple via les entreprises, mais visait politiquement à faire contribuer l’ensemble des facteurs de production (travail et capital) à la protection sociale.
En pratique, cela impliquait une mutualisation d’une part importante de la valeur produite dans l’entreprise, estimée alors à près d’un tiers de la masse salariale.
La gestion des cotisations était confiée à des caisses administrées de manière paritaire, c’est-à-dire cogérées par les représentants des employeurs et des salariés. Cette organisation incarnait une conception collective — et non patrimoniale — de la protection sociale.
Certains historiens du social considèrent que le choix du salariat comme base technique d’assiette n’était qu’une solution de simplicité, et que la légitimité politique de la cotisation reposait bien sur la richesse créée par l’entreprise — issue de la combinaison du travail et du capital.

### Deux logiques s'affrontent
Au sein même de la CGT, les appréciations divergent alors. La direction confédérale pousse à l’extension maximale du régime général. Mais les logiques professionnelles portées par les cadres, les fonctionnaires et les branches comme l’énergie, les mines et les chemins de fer résistent. Ces dissensions pèsent d’autant plus que plane sur la CGT la menace d’une scission. Celle-ci intervient en 1947, au début de la guerre froide, et donne naissance à Force ouvrière (FO). Faisant allusion aux « sérieuses polémiques » internes, un document confédéral publié en avril 1946 explique qu’en vue de la « réalisation de l’unité des assurances ouvrières », « il convient de ne pas créer de nouvelles cloisons financières entre les cadres et le personnel d’exécution, ni entre les professions à taux de salaire relativement élevé et celles dont le taux de salaire ne dépasse pas le minimum vital ». La direction confédérale sera battue ; l’Association générale des institutions de retraite des cadres (Agirc) est créée en mars 1947.
Quant aux fonctionnaires, si la confédération obtient la même année leur intégration dans le régime général pour la maladie, leurs mutuelles en sont exfiltrées dès 1947 — les mutuelles, rendues obligatoires à partir de 2016 par le gouvernement actuel, sont un adversaire majeur du régime général en matière de santé. La création en 1958 de l’Union nationale interprofessionnelle pour l’emploi dans l’industrie et le commerce (Unedic), puis, en 1961, d’un régime complémentaire de retraite réclamé par le patronat allié à FO et à la CFTC, l’Association pour le régime de retraite complémentaire des salariés (Arrco), s’effectue contre le régime général. Or la maîtrise de cette institution par les salariés reposait sur le taux unique de cotisation interprofessionnelle et sur la caisse unique, qui unifient le salariat et réduisent le pouvoir d’initiative des employeurs.
Promoteur de la division des caisses qui fissure l’autonomie ouvrière, le patronat s’appuie également sur le gouvernement, qui, en dernière instance, fixe les taux de cotisation et le montant des prestations. Une telle prérogative n’allait pas de soi, puisqu’il fut question en 1945 que le taux de cotisation soit décidé par les salariés eux-mêmes. Sensibles aux arguments des employeurs, les gouvernements successifs gèlent le taux de cotisation au régime général durant toute la décennie 1950. Ce « sabotage » de l’institution attise le mécontentement des assurés, qui perçoivent des remboursements très inférieurs à leurs dépenses de santé réelles. Des campagnes de presse imputent aux gestionnaires ouvriers les conséquences d’une pénurie organisée par le gouvernement. Par exemple, ce dernier maintient les pensions à un niveau extrêmement faible en refusant au régime général la reconstitution de carrière pratiquée à l’Agirc. L’assurance-vieillesse affiche donc un excédent considérable, que l’État ponctionne. Henri Raynaud, secrétaire de la CGT chargé du dossier, montre en avril 1950 que les neuf seizièmes de la cotisation ne sont pas affectés aux pensions, mais autoritairement versés à la Caisse des dépôts pour couvrir des dépenses courantes de l’État. Leur cumul représente à ce moment 155 milliards de francs, soit plus de 20 % du produit intérieur brut (PIB).
En 1949, l'organisation technique et financière de la sécurité sociale comprend :
- des caisses primaires de sécurité sociale ;
- des caisses régionales de sécurité sociale ;
- une caisse nationale de sécurité sociale ;
- des organismes spéciaux à certaines branches d’activité ou entreprises ;
- des organismes propres à la gestion des prestations familiales[5].

Les caisses de Sécurité sociale et les caisses d'allocations familiales sont alors compétentes pour le recouvrement, jusqu’au décret du 12 mai 1960 créant les unions de recouvrement des cotisations de sécurité sociale et d'allocations familiales (URSSAF).

### Ordonnances de 1967
Les ordonnances du 21 août 1967, dites ordonnances Jeanneney, ont pour objet de séparer financièrement les risques, et créent trois caisses nationales pour le régime général : la caisse nationale de l'assurance maladie des travailleurs salariés, la caisse nationale des allocations familiales et la caisse nationale de l'assurance vieillesse des travailleurs salariés,. À partir de là, les gouvernements prétexteront toujours des « économies ou réformes » pour sauvegarder la branche momentanément déficitaire sans permettre, comme c'était le cas auparavant, d'équilibrer l'ensemble compris comme une seule et même entité. Ces ordonnances consacrent « la parité » au sein des caisses entre patronat et représentant des salariés (la règle depuis 1946 était d'octroyer 75 % des postes du côté des salariés). De fait, le patronat prend en main les orientations des caisses car il existe toujours un syndicat représentatif favorable aux orientations patronales (FO dès 1946, remplacée par la CFDT dans les années 1990). Ces ordonnances suppriment les élections des administrateurs des caisses de Sécurité sociale qui sont à la place désignés, avant que François Mitterrand ne les réintroduise brièvement en 1983, sans qu'elles ne soient plus tenues depuis. En effet, les mandats des élus de 1983 sont prolongés jusqu'au plan Juppé de 1995, qui supprime les élections pour revenir à la désignation.
À la suite des ordonnances du 21 août 1967, dite ordonnances Jeanneney, l'organisation administrative du régime général de Sécurité sociale est la suivante :
- la caisse nationale de l'assurance maladie des travailleurs salariés (CNAMTS), les caisses régionales d'assurance maladie (CRAM) et les caisses primaires d'assurance maladie (CPAM) ;
- la caisse nationale des allocations familiales (CNAF) et les caisses d'allocations familiales (CAF) ;
- la caisse nationale de l'assurance vieillesse des travailleurs salariés (CNAVTS) ;
- l’agence centrale des organismes de sécurité sociale (ACOSS).

### Après 1967
Depuis 1970, à côté des quatre caisses nationales, on trouve également un cinquième organisme : l'Union des caisses nationales de Sécurité sociale. Cet établissement public a été créé pour prendre en charge l'élaboration et le suivi des sujets concernant les relations professionnelles (politique salariale, politique de formation, etc.) pour les salariés de droit privé de toutes les caisses de la Sécurité sociale.
En 2009, la loi portant réforme de l'hôpital et relative aux patients, à la santé et aux territoires transfère les compétences maladie des CRAM aux nouvelles agences régionales de santé, chaque CRAM devient une Caisse d'assurance retraite et de la santé au travail.
En 2018, la CNAMTS devient la Caisse nationale de l'assurance maladie (CNAM) à la suite de la disparition du Régime social des indépendants et des régimes étudiant.

## Population concernée
Le régime général de sécurité sociale couvre les personnes selon la liste simplifiée ci-dessous 
1. pour le versement des prestations en espèces liées aux risques ou charges de maladie, d'invalidité, de vieillesse, de décès, de veuvage, de maternité, ainsi que de paternité, les personnes salariées ou assimilées (hors régime agricole, travailleurs indépendants, régime spécial …) ;
2. pour le versement des prestations en espèces au titre des assurances maladie, maternité, paternité et vieillesse, les travailleurs indépendants (qui étaient rattaché au régime social des indépendants jusqu’en 2017) ;
3. au titre des accidents du travail et des maladies professionnelles, les salariés (hors ceux couverts par la Mutualité sociale agricole), les stagiaires, les détenus exécutant un travail pénal, les titulaires de mandats locaux … ;
4. au titre des prestations familiales, toute personne française ou étrangère résidant en France, ayant à sa charge un ou plusieurs enfants résidant en France ;
5. au titre de la protection universelle maladie et du soutien à l’autonomie, toute personne mentionnée au 1. et 2. auxquelles s’ajoutent des personnes inactives (exemple : enfants jusqu’à 23 ans de personnes couvertes par le régime général, personne n’ayant jamais exercé une activité professionnelle, anciens salariés …)[15].

Il est possible de s’assurer volontairement pour certains risques, et dans certaines situations (exemple, pour le risque vieillesse, personnes salariées ou assimilées travaillant hors du territoire français et ayant été à la charge, à quelque titre que ce soit, d'un régime obligatoire français d'assurance maladie).
En Alsace-Moselle, les salariés ne sont pas affiliés au régime général de la sécurité sociale mais au régime local.

## Organisation
Depuis 2020, le régime général comprend cinq branches :
- maladie, maternité, invalidité et décès ;
- accidents du travail et maladies professionnelles ;
- vieillesse et veuvage ;
- famille ;
- autonomie[18].

L’organisation de la sécurité sociale, en ce qui concerne le régime général, comprend les organismes de sécurité sociale suivants :
- la Caisse nationale de l'assurance maladie et des caisses primaires d'assurance maladie ;
- la Caisse nationale des allocations familiales et des caisses d'allocations familiales ;
- la Caisse nationale d'assurance vieillesse ;
- l’Agence centrale des organismes de sécurité sociale et des unions de recouvrement des cotisations de sécurité sociale et d'allocations familiales ;
- des caisses d'assurance retraite et de la santé au travail ;
- la caisse d'assurance vieillesse, invalidité et maladie des cultes ;
- dans les départements d'outre-mer, des caisses générales de sécurité sociale ;
- des caisses communes de sécurité sociale et des unions ou fédérations de caisses[19]..

Les caisses nationales, sont des organismes de droit public (Établissement public à caractère administratif), mais emploient plus de 98% de salariés relevant du droit privé régi par les conventions collectives du régime général.
Les caisses départementales ou régionales sont des organismes de droit privé. Aucun de leurs employés n'a le statut de fonctionnaire.
| Branche / Structure | Structure nationale | Structure locale      | Structure informatique[réf. nécessaire] |
| ------------------- | ------------------- | --------------------- | --------------------------------------- |
| Famille             | CNAF                | 102 CAF               | CSN et 8 CERTI                          |
| Maladie - AT MP     | CNAM                | 16 CARSAT et 101 CPAM | CEN et 9 CTI                            |
| Vieillesse          | CNAVTS              | 16 CARSAT et 101 CPAM | ?                                       |
| Recouvrement        | ACOSS               | 17 URSSAF             | 2 CNIR, 3 CNV et 7 CERTI                |

### Cas particuliers
- En Lozère, la Caisse commune de sécurité sociale assure les missions d'une CPAM, CAF et URSSAF[23]
- Dans les départements et régions d'outre-mer, les caisses générales de sécurité sociale[24] assurent les missions d'une CPAM, CARSAT et URSSAF[22]
- La Caisse de Sécurité Sociale de Mayotte gère les quatre risques et le recouvrement[25].

## Comptes
Il est compté dans le déficit des Administrations de sécurité sociale.
|                                                           | Recettes | Dépenses | Solde   |
| --------------------------------------------------------- | -------- | -------- | ------- |
| Maladie                                                   | 231 200  | 242 337  | -11 138 |
| Accidents du travail et maladies professionnelles         | 15 173   | 13 823   | 1 350   |
| Vieillesse                                                | 158 645  | 159 950  | -1 304  |
| Famille                                                   | 56 750   | 55 734   | 1 016   |
| Autonomie                                                 | 37 005   | 37 579   | -575    |
| Toutes branches                                           | 482 138  | 492 788  | -10 650 |
| Toutes branches, y compris Fonds de solidarité vieillesse | 484 705  | 494 216  | -9 512  |

## Analyse
L'économiste et sociologue Bernard Friot estime que la classe bourgeoise conduit un combat idéologique depuis les années 1970 pour faire oublier l'imposition par le mouvement ouvrier en 1946, avec le régime général de la sécurité sociale et le statut des électriciens-gaziers, « des prémices d’un changement de mode de production » car gérés jusqu'en 1967 par les travailleurs eux-mêmes et valorisant des activités considérées jusqu'alors comme « improductives » par l'idéologie capitaliste.

## Débats contemporains sur l’assiette et les réformes du financement
L’assiette des cotisations sociales fait l’objet de débats récurrents, notamment autour de sa capacité à refléter équitablement la richesse produite et à s’adapter aux transformations économiques (automatisation, externalisation, numérisation, etc.).

### Propositions de cotisation sur la valeur ajoutée (CVA)
L’idée d’une cotisation sociale sur la valeur ajoutée  (et non sur la seule masse salariale) a été formulée dès 2006 :
- En 2006, l’économiste Jacques Bichot proposait une « cotisation valeur ajoutée » ou « CSG employeur » en alternative à la TVA sociale. Il soulignait ses effets favorables aux industries locales et à forte intensité de main-d’œuvre, au détriment des entreprises capitalistiques ou fortement importatrices[30].

- Jacques Chirac, alors Président de la République, a évoqué la possibilité d’élargir l’assiette des cotisations patronales à l’ensemble de la valeur ajoutée des entreprises. Cette mesure n’a pas été retenue, en raison de sa complexité technique et de la crainte d’un effet négatif sur l’investissement[31].

- Le Conseil d’analyse économique (CAE) s’est opposé à cette réforme, jugeant les gains incertains et les coûts de gestion trop élevés[32].

### Reprise du débat depuis les années 2010
Ces propositions ont été remobilisées dans les années 2010 et 2020, dans un contexte de remise en cause du financement centré sur les salaires. Plusieurs institutions ont souligné les limites des dispositifs existants et envisagé un élargissement de l’assiette des prélèvements sociaux :
- Le Conseil d’orientation des retraites (COR) a étudié, dans plusieurs rapports, les effets d’un élargissement de l’assiette contributive (notamment à la valeur ajoutée ou aux revenus du capital) pour renforcer la soutenabilité financière du système[33].

- L’OFCE a publié des analyses critiques sur l’efficacité du crédit d’impôt pour la compétitivité et l’emploi (CICE) et sur les exonérations de cotisations patronales, en soulignant leur coût élevé et leur impact limité sur l’emploi[34].

- Des économistes indépendants ont proposé des schémas de cotisation sur la valeur ajoutée (CVA) modulée selon l’intensité en main-d’œuvre, dans le but de corriger les effets jugés régressifs de la fiscalisation croissante (CSG, TVA sociale) et de rétablir une cohérence entre production économique et protection sociale[35].

Ces approches s’inscrivent dans une typologie classique des sources de financement de la protection sociale : les revenus du travail, les revenus du capital et la consommation finale, chacune ayant des effets redistributifs différenciés.